# チャンドラムキ 踊る!アメリカ帰りのゴーストバスター
『チャンドラムキ 踊る!アメリカ帰りのゴーストバスター』（チャンドラムキ おどる!アメリカがえりのゴーストバスター、Chandramukhi）は、2005年に公開されたインドのタミル語ホラーコメディ映画。P・ヴァースが監督、ラジニカーントが主演を務めている。ヴァースが監督したカンナダ語映画『Apthamitra』のリメイクであり、オリジナルは1993年公開のマラヤーラム語映画『Manichitrathazhu』である。しかし、『Manichithrathazhu』の脚本を手掛けたマドゥー・マッタムは『チャンドラムキ 踊る!アメリカ帰りのゴーストバスター』では一切クレジットされず、原案にはヴァースがクレジットされている。ヴァースはこれについて、「原作のシーンをリメイクしているのではなく、基本的なプロットのみ使用しているため」と語っている。
2004年10月から2005年3月にかけて主要撮影が行われ、1億9000万ルピーの製作費が投じられた。2005年4月14日に公開され、興行的な成功を収めた同作は890日間上映された。これは2009年公開の『マガディーラ 勇者転生』が1000日間の上映記録を樹立するまでの間、南インド映画の最長上映記録だった。『チャンドラムキ 踊る!アメリカ帰りのゴーストバスター』は批評面でも高い評価を得ており、タミル・ナードゥ州映画賞を5つ、フィルムフェア賞 南インド映画部門を2つ受賞している。

## あらすじ
精神科医のサラヴァナン博士は1か月間の休暇を過ごすためアメリカから故郷インドに帰国し、そこで親友のセンディルナーダン（センディル）と再会する。センディルはガンガとの結婚を望んでいたが、彼の母カストゥリは息子を夫の一族であるプリヤと結婚させ、30年来絶縁状態にあった夫の実家との関係修復を望んでいた。しかし、センディルは結婚の意志を変えず、新居として「呪われた家」ヴェッタイヤン王の宮殿を購入した。サラヴァナンは結婚を認めさせるためセンディルの父の実家カンダスワーミ家を訪れ、彼の父の婚約者だったアキラーンデスワーリと出会う。彼女は婚約者を奪ったカストゥリの息子を許さず、使用人のオーマイヤンに彼を殺させようとしていた。しかし、結婚話の当事者であるプリヤは舞踊家のヴィシュワナーダンと恋仲になっていた。
センディル夫妻とカンダスワーミ家の人々は寺院を訪れ、僧侶から150年前に起きた暴君ヴェッタイヤン王の話を聞かされる。踊り子チャンドラムキを見初めたヴェッタイヤン王は彼女を宮殿に住まわせるが、彼女は恋仲にあった舞踊家グナセーカランを宮殿の側に住ませて密会していた。それを知ったヴェッタイヤン王はドゥルガ・プージャの場でグナセーカランを斬殺し、さらにチャンドラムキを生きたまま焼き殺してしまう。しかし、彼女の亡霊が復讐のため宮殿に出没したため、ヴェッタイヤン王は国中の僧侶と霊媒師に命じて宮殿南西の部屋に彼女の亡霊を封印する。話を聞いたカンダスワーミ家の人々は恐怖するが、センディルは話を信じずに宮殿に住み始め、「呪いの話を知りながらセンディル夫妻を見殺しにした」と悪評が立つことを避けたいアキラーンデスワーリも家族と共に宮殿に住み始める。
ガンガはチャンドラムキの話は「宮殿の宝物を守るための作り話」と思い、封印された部屋に入ろうと考える。彼女は庭師の孫娘ドゥルガに依頼して鍵屋に部屋の合鍵を作らせ、2人は封印された部屋に入る。同じころ、サラヴァナンはアメリカからの手紙を受け取り、急遽アメリカに戻ることになった。しかし、彼が去ってから宮殿では怪奇現象が多発し、ガンガのサリーが燃やされるなど生命に危険が及ぶようになった。センディルはサラヴァナンを呼び戻して事態を解決してほしいと依頼する。サラヴァナンは依頼を引き受けるが、直後にプリヤが命を狙われ、さらにセンディルの命も狙われ始める。センディルやカンダスワーミ家の人々は怪奇現象が起きた現場にドゥルガがいなかったことから、彼女が犯人ではないかと疑い始める。
そんな中、サラヴァナンの協力で結婚を認められたプリヤとヴィシュワナーダンの祝宴が開かれるが、途中でヴィシュワナーダンとガンガをが姿を消してしまう。サラヴァナンは2人を探しに向かうが、宮殿でオーマイヤンに襲われる。オーマイヤンを撃退したサラヴァナンは合流したセンディルと共に、ガンガを犯そうとするヴィシュワナーダンを発見する。翌日、サラヴァナンはセンディルとヴィシュワナーダンに対し、ガンガが多重人格障害のためにチャンドラムキになり切り、センディルやプリヤを殺そうとし、ヴィシュワナーダンのレイプ未遂をでっち上げたことを語る。サラヴァナンはガンガを救うため、ヴェッタイヤン王に変装してチャンドラムキに復讐を果たさせようと計画し、2人と霊媒師のラーマチャンドラに協力を依頼する。自分の命を犠牲にしてガンガを救おうとするサラヴァナンの姿を見たアキラーンデスワーリは、彼を殺そうとしたことを謝罪する。
チャンドラムキになったガンガは宮殿のチャンドラムキの回廊で踊り狂い、ラーマチャンドラたちは彼女を救う準備を整える。そこにヴェッタイヤン王になりすましたサラヴァナンが現れ、ラーマチャンドラはガンガに復讐を果たすように告げる。ガンガはサラヴァナンを焼き殺そうとするが、彼は焼かれる直前にセンディルによって助け出され、代わりにヴェッタイヤン王の人形が燃やされる。復讐を果たしたチャンドラムキはガンガの身体から消え、彼女の「治療」は完了する。ガンガが救われた後、センディルナーダン家とカンダスワーミ家は和解し、サラヴァナンはドゥルガと結ばれる。

## キャスト
| - サラヴァナン博士、ヴェッタイヤン王 - ラジニカーント - センディルナーダン - プラブ - ガンガ、チャンドラムキ - ジョーティカー - ムルゲーサン - ヴァディヴェール - ドゥルガ - ナヤンターラ - カンダスワーミ - ナーサル - ヴィシュワナーダン、グナセーカラン - ヴィニート - ドゥルガの祖父 - ヴィジャヤクマール - アキラーンデスワーリ - シェーラ - カストゥリ - K・R・ヴィジャヤ - ラーマチャンドラ・アーチャールヤ導師 - アヴィナーシュ - クマール - テャーグ | - 偽霊媒師 - マノーバラー - センディルナーダンの商売敵 - キーリッカダン・ジョゼ - オーマイヤン - ソーヌー・スード - 車の運転手 - マダン・ボブ - センディルナーダンの補佐役 - T・P・ガジェンドラン - プリヤ - マラヴィカ - ラクシュミー - ヴィナヤ・プラサード - スワルナ - スヴァルナ・マシュー - カンダスワーミの末娘 - スジバーラ - 寺院の僧 - ウンニクリシュナン・ナームブーティリ - センディルナーダンの父 - シヴァージ・ガネーサン（肖像写真のみ登場） - 「Devuda Devuda」シーン登場 - P・ヴァース、ラームクマール・ガネーサン、ラージ・バハードゥル |

## 製作

### 企画
1992年公開の『Mannan』の成功後、ラジニカーントはシヴァージ・プロダクションの50本目の製作作品に出演することを発表し、最終的に出演作品は『チャンドラムキ 踊る!アメリカ帰りのゴーストバスター』に決定した。2004年9月、ラジニカーントはP・ヴァースに監督作品『Apthamitra』の成功を祝福し、同作の脚本に感銘を受けた。その後、ヴァースは『Apthamitra』をラジニカーント主演でタミル語映画にリメイクしたいと希望を伝え、ラジニカーントはラームクマール・ガネーサンに連絡し、シヴァージ・プロダクションでリメイクを製作するように勧めた。
ラームクマールはグルヴァユルの寺院を参拝していたヴァースに電話をかけ、『Apthamitra』のリメイク製作を打診した。監督に就任したヴァースは、ラジニカーントの演技スタイルに合わせて『Apthamitra』の脚本を書き直した。『チャンドラムキ 踊る!アメリカ帰りのゴーストバスター』では解離性同一性障害を題材として扱っており、同作の公開2か月後には同じ題材を扱ったヴィクラム主演の『Anniyan』が公開されている。
美術監督にはトーッター・ダラニが起用され、衣装デザインも担当している。彼は舞台となる豪邸をデザインする際、原作となる『Apthamitra』『Manichitrathazhu』を鑑賞して研究し、基本的なアイディアを構築した。しかし、ヴァースはよりカラフルで壮大なデザインにすることを望み、オリジナルに登場する現実的な外観にすることに難色を示した。ヴァースの意見を取り入れたサラニはチャンドラムキの部屋をデザインする際に室内に回廊を設計した。この回廊は『Apthamitra』『Manichitrathazhu』には登場しないオリジナルのデザインであり、ケララ州の宮殿に多く見られる作りになっている。追加の衣装をデザインするために、シドニー・スラデンが新たに起用されている。

### キャスティング
ラジニカーントは主役のサラヴァナン博士、ヴェッタイヤン王を演じた。彼は役作りのためカツラを被り、ヴァースとサラヴァナン博士の全登場シーンについて議論を重ね、必要な情報を加えていった。『Manichitrathazhu』ではモーハンラール演じるサニー・ジョゼフ博士は中盤から登場するが、『チャンドラムキ 踊る!アメリカ帰りのゴーストバスター』ではラジニカーント演じるサラヴァナン博士は冒頭から登場する。また、ラジニカーントはヴァースに対し、踊り子の名前を『Apthamithra』のナーガヴァッリから、より高貴な響きがするチャンドラムキに変更するように提案した。『Apthamitra』でヴィシュヌヴァルダン演じるヴィジャヤ・ラジェンドラ・バハードゥル王は「Haula Haula」という笑い声を発するが、『チャンドラムキ 踊る!アメリカ帰りのゴーストバスター』ではヴェッタイヤン王は「Lakka Lakka」という笑い声を発している。この笑い声は、ラジニカーントが幼少時代に観賞したマラーティー語演劇に登場する悪役の笑い声を参考にしている。サラヴァナン博士の友人センディルナーダン役にはラージクマールの弟プラブが起用され、彼はラームクマールと共にプロデューサーも務めた。
ガンガ/チャンドラムキ役には『Apthamithra』に引き続きサウンダリヤーが演じる予定だったが、彼女が急死したためシムランが起用され、ヴァースは彼女に合わせてキャラクターを作り変えた。しかし、シムランは2004年11月に降板を申し出た。チャンドラムキは激しいダンスをするため、当時妊娠中だったシムランにとって危険を伴う演技になることが降板した理由と報じられている。次にアイシュワリヤー・ラーイが検討されたが、彼女は他作品とのスケジュールの都合で辞退している。サダーとリーンマ・センが候補に挙がった後、ジョーティカーが起用され50日間の撮影スケジュールが組まれた。ヴァースは『Manichitrathazhu』のショーバナとは異なる演技をするように求め、自分でチャンドラムキを演じてジョーティカーに演技指導した。ナヤンターラはデビュー作『Manassinakkare』の演技をヴァースに評価され、ドゥルガ役に起用された。
ヴァディヴェールはムルゲーサン役に起用され、コメディ役を務めた。ラジニカーントは上映200日目の祝賀会の場で、ヴァディヴェールを起用するように勧めたのが自分であり、彼の撮影スケジュールを確保するようにラームクマールに依頼したと語っている。ナーサルはムルゲーサンの兄カンダスワーミ役、シェーラは彼らの姉アキラーンデスワーリ役に起用された。シェーラは出演契約を結ぶ際、役柄の詳細についてメディアに口外しないように求められた。

### 撮影

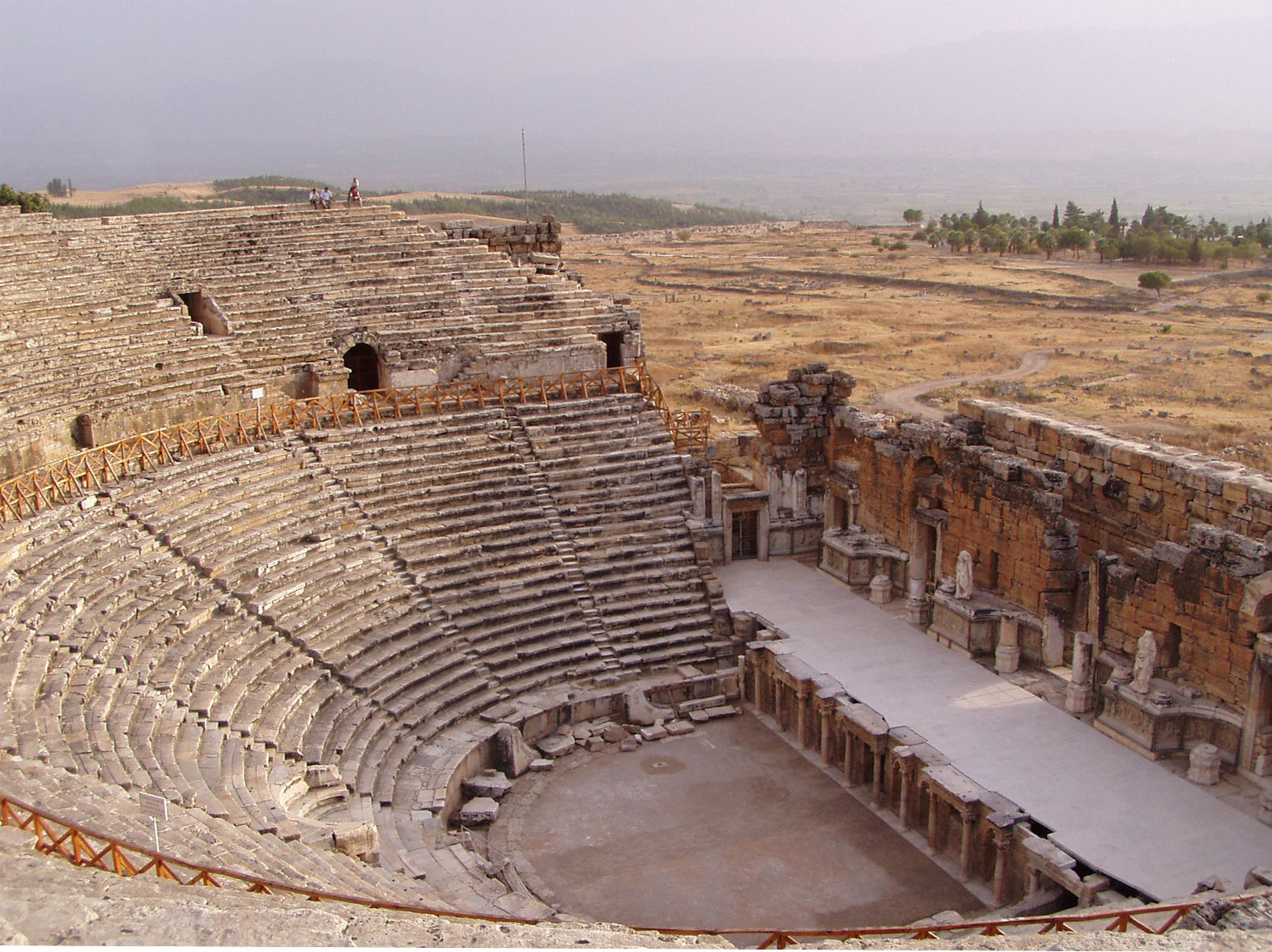
「Konjam Neram」シーンの撮影が行われたヒエラポリスの円形劇場

2004年10月24日、シヴァージ・ガネーサンの住居だったアンア・イーラムでムフラト・ショットのためにプージャが執り行われた。ラームクマールは2005年2月15日までに撮影が終了し、視覚効果作業などのポストプロダクションが終了するまで2か月間かかると語っている。最初の撮影スケジュールはプージャの2日後、チェンナイ・ラーマプラームでアクション・シーンの撮影を行い、アクションの振り付けはダラパティ・ディネーシュが担当した。アクション・シーンでは25台以上のトヨタ・キジャンが使用され、30人のスタントマンが参加している。ヴェッタイヤン王の豪邸はハイデラバードにセットを作り撮影された。ラジニカーント単独の1曲、他のキャストと登場する2曲、ジョーティカーが登場する終盤の曲はラモジ・フィルムシティで撮影された。ヴァースは撮影は想定していた120日間よりも短期間の78日間で完了すると語っている。
「Devuda Devuda」は様々な職業の人々にフォーカスを当てて作られている。「Konjam Neram」の撮影場所はオーストラリアとロシアが選ばれたが、ラームクマールとヴァースはトルコを撮影場所に選び、『チャンドラムキ 踊る!アメリカ帰りのゴーストバスター』はトルコで撮影された最初のタミル語映画になった。2005年2月25日に製作チームはドバイを経由してイスタンブールに到着した。ロケーション撮影はアルバムが発売された後に完了した。「Konjam Neram」はエフェソスとヒエラポリス-パムッカレで行われ、エフェソスでの撮影は6時間かけて行われた。ヒエラポリスの円形劇場でも撮影が行われている。最後のシークエンスはイスタンブールからバスで10時間の場所にあるカッパドキアで撮影された。「Raa Raa」の振り付けはカーラが担当し、4日間で撮影が終了した。

### 音楽

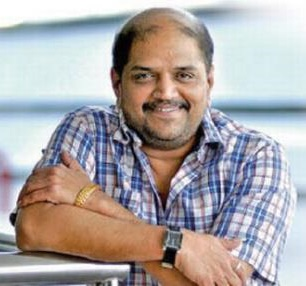
ヴィディヤーサーガル

サウンドトラックとバックグラウンドスコアはヴィディヤーサーガルが手掛け、アルバムは6つのトラックで構成されている。タミル語版の作詞はヴァーリ、ユーガバーラティ、P・ヴィジャイ、ナ・ムトゥクマール、ブーヴァナ・チャンドラが手掛けている。テルグ語版の作詞はブーヴァナ・チャンドラ、スッダーラ・アショーク・テージャ、ヴェネラカンティ、ヴァーリが手掛けている。アシャ・ボスレは歌手として参加し、オーディオ公開イベントにも出席している。オーディオの権利はAnAKが1100万ルピーで購入しており、タータ・テレサービスとITCはオーディオの販売とマーケティングを手掛けている。
2005年3月5日にチェンナイのタージ・コマネラ・ホテルでアルバムが発売され、翌6日にはマレーシアで発売イベントが開催された。チェンナイのミュージック・ワールドセンターでは発売初日にカセット437枚とCD227枚を売り上げた。価格はそれぞれカセット45ルピー、CD99ルピーで販売された。9月27日にはチェンナイでオリジナル・サウンドトラックとビデオCD「The making of Chandramukhi」が発売され、その後バックグラウンドスコア・アルバムも発売された。

## 公開
『チャンドラムキ 踊る!アメリカ帰りのゴーストバスター』は2005年4月14日にカマル・ハーサン主演の『Mumbai Xpress』、ヴィジャイ主演の『Sachein』と同日公開された。海外ではマレーシア37劇場、ヨーロッパ15劇場、スリランカ9劇場、アメリカ合衆国7劇場、カナダ4劇場、湾岸諸国4劇場、オーストラリア2劇場、シンガポール2劇場で公開された。コーヤンブットゥールでは『パダヤッパ いつでも俺はマジだぜ!!』の12フィルムを超える23フィルムが配給された。ボージュプリー語吹替版は『Chandramukhi Ke Hunkaar』のタイトルで公開された。また、ドイツ語吹替版が製作された最初のタミル語映画となった（ドイツ公開版のタイトルは『Der Geisterjäger』）。この他にトルコ語吹替版も製作されている。2007年に『Manichithrathazhu』のヒンディー語リメイク映画『Bhool Bhulaiyaa』が公開していたが、2008年には『チャンドラムキ 踊る!アメリカ帰りのゴーストバスター』のヒンディー語吹替版が公開されている。
製作チームはプロモーションのためにエアテール・インディアと提携し、サウンドトラックと特別なスクリーンセーバーの曲が着信メロディとして配信された。また、ラジニカーントの巨大なポスターと映画の宣伝ポスターが宣伝のためタミル・ナードゥ州全域に設置された。プロモーション活動は2005年3月上旬から5月上旬まで行われた。チェンナイでは8つの劇場で上映され、コーヤンブットゥール県とニーラギリ県の上映権は地元の劇場所有者ティルプール・バールが2250万ルピーで購入した。
日本では2005年10月23日から28日にかけて行われた第18回東京国際映画祭「アジアの風」部門で初上映され、観客の好評を得た。また、ドバイ・コンベンションセンターで開催された第7回国際インド映画アカデミー賞のオープニング作品として上映され、同映画祭のオープニング作品として初めて上映された南インド映画となった。2011年11月にロシアのウグリチで開催された国際タミル映画祭で『Thillana Mohanambal』『ボス その男シヴァージ』『Angadi Theru』『Boss Engira Bhaskaran』『Thenmerku Paruvakaatru』『Ko』と共に上映された。

## 評価

### 興行収入
『チャンドラムキ 踊る!アメリカ帰りのゴーストバスター』は2000万枚のチケットを売り上げ、ラジニカーントには出演料と利益分配として1億5000万ルピーが支払われた。配給会社は配給権2500万ルピーに対して20%の利益を上げている。公開365日目にはチェンナイのシャンティ劇場で祝賀会が開催された。公開804日目にはカマラージ・アランガムで祝賀会が開催され、タミル・ナードゥ州首相M・カルナーニディ、映画監督K・バーラチャンダル、AVMプロダクション経営者M・サラヴァンナン、俳優のカマル・ハーサン、シュリデヴィが出席している。カルナーディはスタッフとキャストに「シヴァージーの剣」を与え、『チャンドラムキ 踊る!アメリカ帰りのゴーストバスター』に関わった全ての人に賞を贈った。
チェンナイの8劇場で11日間の興行収入は840万ルピーを記録した。このうち、SPIシネマズのサティヤム劇場では10日間で2万2000枚のチケットを売り上げ、テルグ語吹替版は公開初週の興行収入ランキングでトップになっている。コインバトールでは3000万ルピーの興行収入を記録し、『パダヤッパ いつでも俺はマジだぜ!!』の記録（2450万ルピー）を上回った。また、北アルコット、南アルコット、チェンガルパトゥの劇場からは最低保証として6000万ルピーを受け取っている。ケララ州では4日間で71万1545ルピーの興行収入を記録し、2005年4月14日公開のモハンラル主演映画『Chandrolsavam』の興行成績を上回った。
『チャンドラムキ 踊る!アメリカ帰りのゴーストバスター』はシャンティ劇場（ガネーシャン家の所有する劇場）で890日間上映され、1944年公開の『Haridas』の記録（784日間）を上回った。最終的な興行収入について、ビジネス・トゥデイのクリシュナ・ゴーパランは7億5,000万ルピー、ニュー・インディアン・エクスプレスは6億5000万ルピーと報じている。これは、それまでのタミル語映画の最高記録だった『Ghilli』（3億3000万ルピー）を大きく上回る興行成績だった。また、上映日数記録は2009年に『マガディーラ 勇者転生』（1000日間）に抜かれるまでの間、南インド映画の最高上映日数記録を維持した。
南アフリカ共和国では100日間上映され、マレーシア、アラブ首長国連邦、アメリカ合衆国の1か月間の合計興行収入は4300万ルピーを記録した。マレーシアでの最終興行収入は6278万ルピーを記録しており、同年のマレーシア興行成績トップ10入りした唯一のインド映画となった。

### 批評

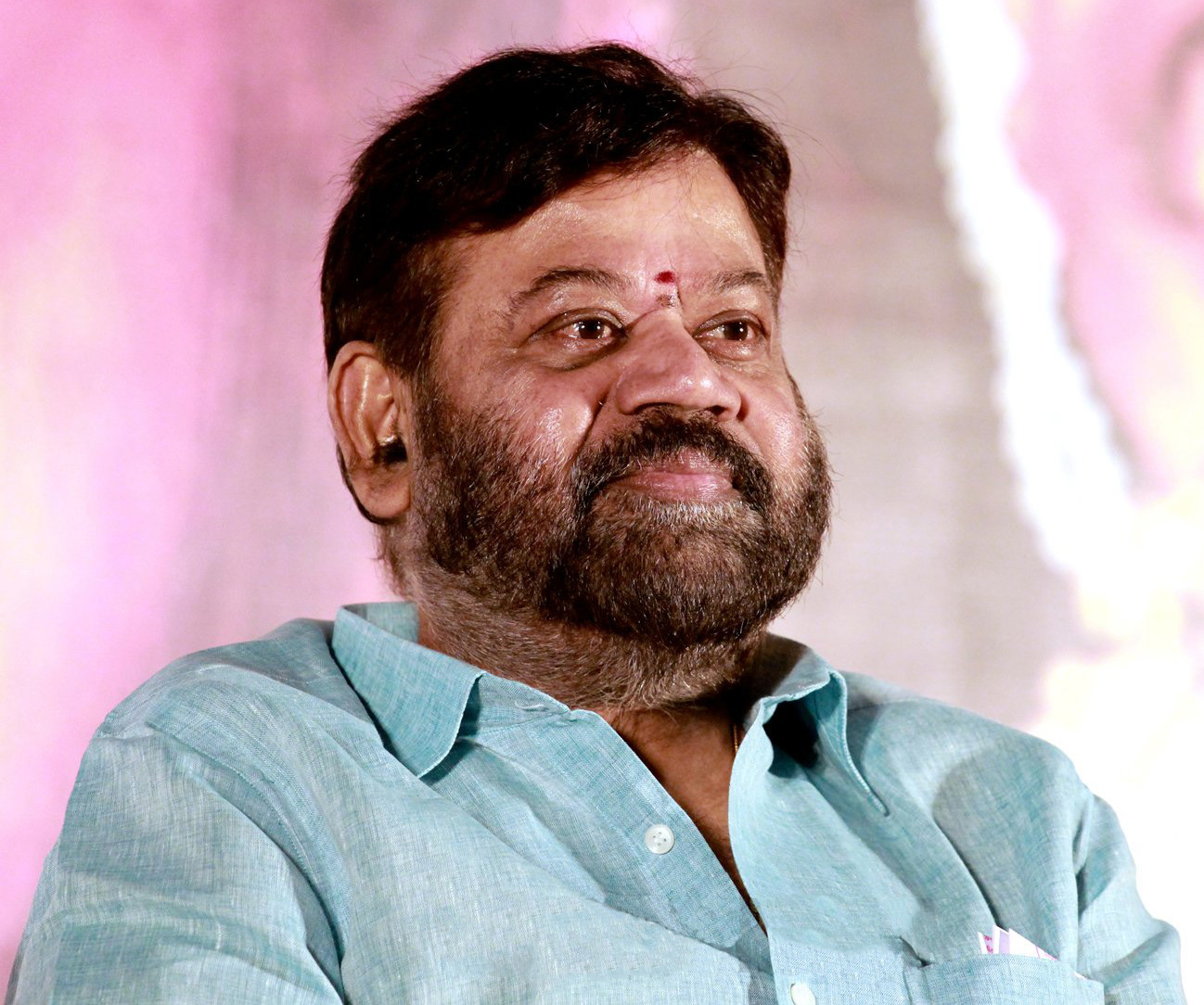
P・ヴァース

批評家マラティ・ランガラージャンはザ・ヒンドゥーで、「映画を観る時、ラジニの無敵のイメージを維持しつつ売れる物語を選択することになった監督・脚本のP・ヴァースの創意を賞賛せざるを得ません」と批評し、「『Mannan』のチームは再び勝者となった」と結論付けた。また、スディーシュ・カマートは「ラジニカーントの最高のヴィンテージ」と批評している。
ザ・タイムズ・オブ・インディアは映画を「面白くスタイリッシュで、儀礼を重んじている」と表現している。インディア・トゥデイのアルン・ラームは「ラジニカーントは『チャンドラムキ 踊る!アメリカ帰りのゴーストバスター』で、彼の衰退していたキャリアとタミル語映画の命運を復活させた」と批評している。G・ウラガナーダンはデカン・ヘラルドで「ラジニカーントは完全に復活し、彼は自然な形でコメディに戻り、ヴァディヴェールという優秀な味方を発見しました。劇中のいくつかのベストシーンは、いずれも2人が一緒にいるシーンでした」と批評している。
アーナンダ・ヴィカタンは40/100の評価を与え、「ラジニの映画は通常、彼を中心に展開しますが、今回は周囲の複数の人々を中心に脚本が作られています……ヴェッタイヤン王として登場するラジニは映画のハイライトです……数年後、ラジニはこの映画を通して、彼が個性のケージにとらわれていないことを示しました」と批評した。Sifyは「スーパースターのイメージを高めるためにいくつかの曲、アクション、コメディを追加しただけの、単なるP・ヴァースのカンナダ語映画『Apthamitra』のリメイク」と批評したが、ウラガナーダンと同じようにラジニカーントとヴァディヴェールのコメディシーンを賞賛し、映画のハイライトと評価している。Rediff.comのA・ガネーシュ・ナーダルは映画を「一定のヒット」とし、「スターは幸せになり、彼のファンも幸せになり、プロデューサーのプラブは銀行までの道を笑い続けるだろう」と批評した。
ザ・トリビューンのV・ガンガダールは、「全てのラジニ映画と同様、『チャンドラムキ 踊る!アメリカ帰りのゴーストバスター』は1つ星のアトラクションでラジニはギャラリーを演じ、映画には政治的メッセージはなく、それがいくらかの救いになります。ナヤンタラとジョーティカーがメイン女優で、映画には魅力がたくさんあります。しかし、メッセージは明確で、キング・ラジニが返ってきたのです。彼のファン軍団はそれ以上求めることはできません」と批評している。デイリー・ニュース・スリランカのカールティガ・ラクマニカンダンは、「『チャンドラムキ 踊る!アメリカ帰りのゴーストバスター』は長く待ち焦がれた喜びにより、今年の興行的ヒットにつながりました」と批評した。

### 受賞
| 映画賞                                  | 部門                       | 対象                                               | 結果 | 出典          |
| --------------------------------------- | -------------------------- | -------------------------------------------------- | ---- | ------------- |
| 第53回フィルムフェア賞 南インド映画部門 | 女性プレイバックシンガー賞 | ビニー・クリシュナクマール                         | 受賞 | [ 84 ]        |
| 第53回フィルムフェア賞 南インド映画部門 | コメディアン賞             | ヴァディヴェール                                   | 受賞 | [ 84 ]        |
| タミル・ナードゥ州映画賞                | 作品賞                     | チャンドラムキ 踊る!アメリカ帰りのゴーストバスター | 受賞 | [ 85 ] [ 86 ] |
| タミル・ナードゥ州映画賞                | 主演男優賞                 | ラジニカーント                                     | 受賞 | [ 85 ] [ 86 ] |
| タミル・ナードゥ州映画賞                | 主演女優賞                 | ジョーティカー                                     | 受賞 | [ 85 ] [ 86 ] |
| タミル・ナードゥ州映画賞                | 美術監督賞                 | トーッター・ダラニ                                 | 受賞 | [ 85 ] [ 86 ] |
| タミル・ナードゥ州映画賞                | 振付賞                     | カーラ                                             | 受賞 | [ 85 ] [ 86 ] |
| カライマーマニ賞                        | 名誉賞                     | ジョーティカー                                     | 受賞 | [ 87 ] [ 88 ] |
| カライマーマニ賞                        | 名誉賞                     | ヴァディヴェール                                   | 受賞 | [ 87 ] [ 88 ] |
| 映画ファン協会賞                        | エンターテインメント賞     | チャンドラムキ 踊る!アメリカ帰りのゴーストバスター | 受賞 | [ 89 ] [ 90 ] |
| 映画ファン協会賞                        | 主演女優賞                 | ジョーティカー                                     | 受賞 | [ 89 ] [ 90 ] |
| 映画ファン協会賞                        | 作詞賞                     | ヴァーリ                                           | 受賞 | [ 89 ] [ 90 ] |
| 映画ファン協会賞                        | コメディアン賞             | ヴァディヴェール                                   | 受賞 | [ 89 ] [ 90 ] |

## 反響
ラジニカーントは、ジャーナリストのスリーダル・ピラーイとのインタビューの中で、映画の成功はヴァースの脚本と共演者の演技の賜物だと語っている。また、彼はヴァディヴェールのコメディ演技が映画の成功に役立ったとも語っている。さらに女性の観客は女優たちの演技を気に入っているとも語っている。映画製作者のL・サティヤナンドは、『チャンドラムキ 踊る!アメリカ帰りのゴーストバスター』は「デーモニック・ホラー」の古典的な例であり、『スリーピー・ホロウの伝説』『サイコ』に並んだと論評している。『チャンドラムキ 踊る!アメリカ帰りのゴーストバスター』は『Muniシリーズ』『Yavarum Nalam』『Eeram』『Pizza』『Yaamirukka Bayamey』『Aranmanai』『Darling』『Demonte Colony』など、その後のホラー映画の流れを作ったとされている。
シヴァージ・プロダクションはガラッタ・メディアとeBayで映画で使用した備品をオークションに出品し、『チャンドラムキ 踊る!アメリカ帰りのゴーストバスター』は撮影備品を競売にかける最初の南インド映画となった。ラームクマールは競売で得た収益はシヴァージ・プラブ・チャリティー・トラストに寄付し、そのうち30万ルピーは中学校に寄付すると語っている。ガラッタ・メディアCOOのギリシュ・ラームダスによると、全ての競売品にはプロデューサー直筆の証明書が添付され、1万ルピーから2万ルピーの間でオークションが行われた。オークションには「Devuda Devuda」のシーンでラジニカーントが着用した青いシャツ、終盤のシーンでジョーティカーが着用したサリー、「Konja Neram」のシーンでナヤンタラが着用した桃色のサリー、ヴェッタイヤン王の衣装と装飾品が出品された。このうち、ラジニカーントの青いシャツは2万5000ルピー、ヴェッタイヤン王の衣装と装飾品は3万2000ルピーで落札された。
ラジニカーントが劇中で発した「Lakka Lakka」など一部の台詞や表現は話題を呼び、特に子供から人気を集めた。また、ヴァディヴェールとの掛け合いや「Maapu...Vachittandaa Aapu!!!」の台詞なども人気を集め、プラブとの会話で発した「Naan gunda irundha nalla irukkadhu...nee elachcha nalla irukkadhu」の台詞は劇場で笑いを誘った。プラブがラジニカーントに発した「Enna kodumai Saravanan idhu?」は皮肉や驚きを表現する言葉として人気を集めた。この台詞はプレムギ・アマレンが「Enna Kodumai, Sir Idhu?」と変更し、『Chennai 600028』『Goa』『Mankatha』で用いている。

## ソフト化
映画のオリジナルネガは管理が不十分だったため損傷している。これに対し、APインターナショナルがネガの修復を請け負い、全ての摩耗を除去し、フィルムグレインを維持することに成功した。復元されたフィルムは2012年8月2日にBlu-ray Discとしてソフト化された。

## 続編
2010年に続編『Nagavalli』がテルグ語映画として製作されている。監督はヴァースが務め、主要キャストにはヴェンカテーシュ・ダッグバーティ、アヌシュカ・シェッティ、リチャー・ギャンゴパーディー、シュラッダー・ダス、プーナム・カウル、カマリニー・ムカルジーが起用されている。